# 恩丽卡·马拉斯卡
恩丽卡·马拉斯卡（義大利語：Enrica Marasca，1983年3月10日—），意大利女子赛艇运动员。她曾代表意大利参加世界赛艇锦标赛，获得二枚铜牌，均来自女子轻量级四人双桨项目。